# Balaives-et-Butz
Balaives-et-Butz ist eine Ortschaft und eine ehemalige französische Gemeinde mit 201 (Stand: 1. Januar 2022) im Département Ardennes in der Region Grand Est. Sie gehörte zum Arrondissement Charleville-Mézières und zum Kanton Nouvion-sur-Meuse. Die Einwohner werden Balaiviens genannt.
Mit Wirkung vom 1. Januar 2019 wurden die ehemaligen Gemeinden Flize, Balaives-et-Butz, Boutancourt und Élan zur namensgleichen Commune nouvelle Flize zusammengeschlossen und haben in der neuen Gemeinde der Status einer Commune déléguée. Der Verwaltungssitz befindet sich im Ort Flize.

## Geographie
Balaives-et-Butz liegt etwa neun Kilometer südsüdöstlich von Charleville-Mézières und etwa 15 Kilometer westsüdwestlich von Sedan. Umgeben wird Balaives-et-Butz von den Ortschaften Boulzicourt im Norden und Nordwesten, Saint-Marceau im Norden, Étrépigny im Osten und Nordosten, Élan im Süden und Südosten, Singly im Süden und Südwesten sowie Villers-sur-le-Mont im Westen und Südwesten.

## Bevölkerungsentwicklung
| Jahr                      | 1962 | 1968 | 1975 | 1982 | 1990 | 1999 | 2006 | 2013 |
| Einwohner                 | 212  | 178  | 181  | 200  | 216  | 209  | 228  | 214  |
| Quelle: Cassini und INSEE |      |      |      |      |      |      |      |      |

## Sehenswürdigkeiten
- Kirche Saint-Pierre-aux-Liens
- Schloss Balaives-et-Butz

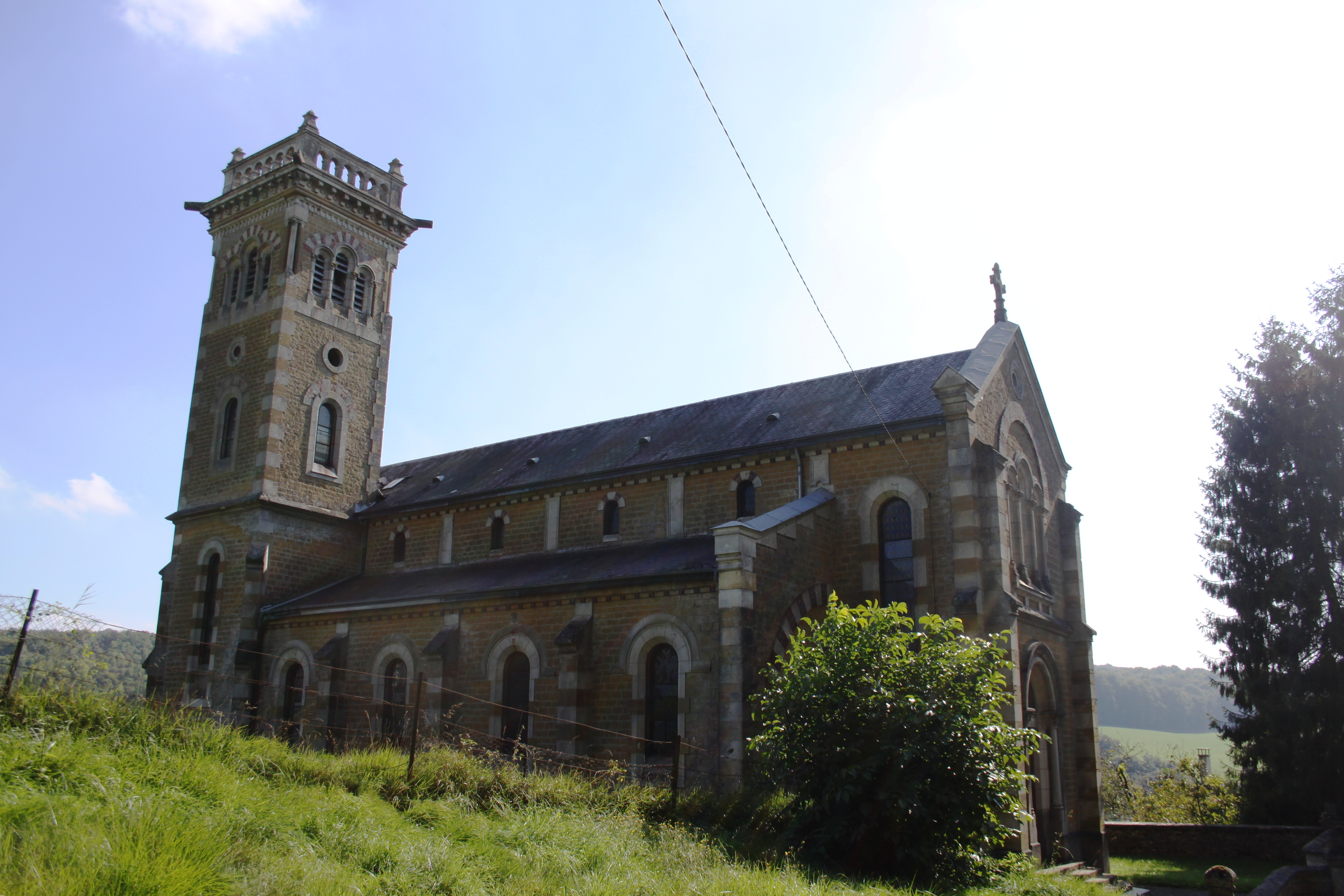
Kirche Saint-Pierre-aux-Liens

- Wassermühle aus dem 18. Jahrhundert, Monument historique